# Berguata
Berguata, também referidos como Barghawata, Barghwata ou Berghouata, foi um confederação de tribos berberes da costa atlântica de Marrocos que pertenciam  ao grupo de tribos Masmudas. Depois de se aliarem ao que ficou conhecido como Grande Revolta Berbere ou Revolta de Maysara, dos sufritas carijitas contra os Omíadas, em 744 estabeleceram um reino independente sob a liderança de Tarife, o qual durou até 1058, na área de Tamesma, no zona costeira entre Safim e Salé.

## Etimologia
Alguns historiadores acreditam que o termo Berguata é uma deformação fonética do termo barbati, uma alcunha de Tarife. Pensa-se que ele terá nascido na região de Barbate, próximo de Cádis, Espanha. No entanto, outros historiadores, como Jérôme Carcopino, pensam que o nome é muito mais antigo e que a tribo é a mesma que aquela a que os romanos chamaram Baquatas, que até ao século VII viveram perto da cidade romana de Volubilis.

## Religião
Apesar de se terem convertido ao Islão no início de século VIII e da Revolta de Maysara (739-742), os Berguata seguiam uma religião sincrética, que apesar de baseada no islamismo, talvez influenciado pelo judaísmo, tinha elementos dos ramos muçulmanos sunita, xiita, carijita misturados com astrologia e outras crenças tradicionais berberes. Supostamente teriam o seu próprio Alcorão escrito em berbere, que era composto por 80 suras, escrito durante o reinado do segundo elemento da dinastia, Sali ibne Tarife, que também tinha participado na revolta de Maysara e se proclamou profeta e último mádi. Além disso, Sali dizia que Isa (nome dado pelos muçulmanos a Jesus) seria seu companheiro e que rezaria por ele por detrás dele. Alguns autores acreditam que Sale era um judeu nascido na Península Ibérica.

## História
São conhecidos pouco detalhes sobre os Berguata. A maior parte das fontes históricas são muito posteriores à extinção do seu reinado e é frequente apresentarem um contexto contraditório e confuso. No entanto, há uma tradição interessante, originária de Córdova, e o seu autor é o Grande Prior de Berguata e o embaixador em Córdova Abu Sali Zamur. Esta tradição, datada de meados do século X é considerada a mais detalhada em relação os Berguata e foi ressaltada por Albacri, Abzeme e Ibne Caldune, embora as interpretações desses autores apresentem várias divergências de pontos de vista.
Juntamente com os Gomaras e os Micnasas, os Berguatas lançaram a Grande Revolta Berber de 739-740. A revolta foi inflamada por pregadores sufritas carijitas, uma seita muçulmana que defendia uma doutrina que defendia o igualitarismo total, em oposição à aristocracia coraixita que se tinha tornado mais proeminente sob o Califado Omíada. Os rebeldes elegeram Maysara al-Matghari para liderar a revolta e conseguiram tomar o controlo de quase todo o território que constitui  Marrocos atualmente, o que inspirou outras rebeliões no Magrebe e Alandalus. Na Batalha de Bagdura os rebeldes aniquilaram um exército particularmente poderoso enviado pelo califa omíada da Síria. Mas as tropas dos rebeldes acabaram por ser derrotadas nos arredores de Cairuão (atual Tunísia), em 741.
No rescaldo, a aliança rebelde foi dissolvida, mas já antes disso os Berguatas, como fundadores da revolta, já se ressentiam das tentativas de tomada de controlo da liderança da revolta por parte de aderentes mais tardios, nomeadamente os caudilhos zenetas aliados ao cada vez mais autoritários comissários sufritas. Como o seu principal objetivo — a libertação do seu povo do governo omíada — já tinha sido alcançado, e havia poucas probabilidades dele voltar a ser imposto, os Berguatas viam pouco interesse em continuar em campanhas militares. Em 742 ou 743, os Berguatas abandonaram a aliança rebelde e retiraram-se à região de Tamesma, na costa atlântica de Marrocos, onde fundaram um novo estado independente e abandonaram o sufrismo.
Os Berguatas governaram a região de Tamesma durante mais de três séculos. O reino tribal foi consolidado pelos sucessores de Sali, Ilias (r. 792–842), Iuno (r. 842–888) e Abu Gafir (r. 888–913). Depois de inicialmente manterem boas relações com o Califado de Córdova, houve uma quebra de relações no final do século X com os omíadas. Nesse período, o reino sofreu duas incursões omíadas (em 977-978 e 998-999) e ataques do Califado Fatímida (982–983), os quais foram repelidos. A partir do século XI, houve uma intensa guerra de guerrilha com os ifrânidas, aliados dos omíadas, que chegaram a conquistar o reino de Tamesma. Apesar de muito enfraquecidos, os Berguatas foram ainda capazes de repelir os ataques dos almorávidas — o líder espiritual destes, ibne Iacine foi morto em batalha contra os Berguatas em 1058. De cerca de 1060 até 1078 ou 1079, os Berguatas governaram a taifa de Ceuta[carece de fontes?] e só em 1149 é que foram eliminados pelos almóadas como grupo político e religioso.

## Reis Berguatas
- Tarife (? - 744) — Fundador da dinastia.

- Sale (744-?)[10] — Declarou-se profeta e fundou uma nova religião; retirou-se com 47 anos, prometendo regressar no reinado do sétimo rei.[6]

- Ilias (792?-842) — Diz-se que, conforme as instruções do pai, professava o Islão publicamente e a religião do pai em segredo. Morreu no 50º ano  do seu reinado.

- Iuno (842?-888) — Oficializou a nova religião e matou todos os que recusaram converter-se (segundo ibne Caldune foram mortas 7 770 pessoas nestas condições num local chamado Tamlukeft). Curiosamente, também se diz que fez o Hajj (peregrinação a Meca). Morreu no 44º aniversário do seu 44º ano do seu reinado.

- Abu Gafir (888-917) — Também pode ter-se intitulado profeta, segundo um poema citado por ibne Caldune, e que teve 44 mulheres e ainda mais filhos. Morreu no 29º ano do seu reinado.

- Abu Almançor Issa (961?-?) — Subiu ao trono com 22 anos.